# 神岡瞻雲宮
神岡瞻雲宮，為一座道教廟宇，主奉天上聖母，座落於臺灣臺中市神岡區三角里3鄰大豐路四段155號，創於1868年。
清代福建漳州府詔安呂姓移民奉請媽祖香火，赴臺灣發展，落腳臺中，定居神岡。1868年，孝廉呂汝玉三兄弟獻地，眾檀越鳩資建廟，以祀媽祖，時稱公壇。1978年重修。

## 祀神
- 天上聖母（侍神千里眼、順風耳）
- 玉皇上帝
- 三官大帝
- 神農大帝
- 文昌帝君
- 註生娘娘
- 太歲星君